# Caudebec-lès-Elbeuf
Caudebec-lès-Elbeuf ist eine französische Gemeinde mit 10.414 Einwohnern (Stand: 1. Januar 2022) im Département Seine-Maritime in der Region Normandie. Sie gehört zum Arrondissement Rouen und zum Kanton Caudebec-lès-Elbeuf. Die Einwohner des Ortes heißen Caudebecais.

## Geografie
Caudebec-lès-Elbeuf liegt an einem Seinebogen. Umgeben wird es von den Nachbargemeinden Saint-Aubin-lès-Elbeuf im Norden, Saint-Pierre-lès-Elbeuf im Osten sowie Elbeuf im Süden und Westen.

## Geschichte
Caudebec-lès-Elbeuf liegt exakt an der Stelle, an der die Peutingersche Tafel (tabula Peutingeriana) aus dem Jahre 300 die gallokeltische Siedlung Uggade verzeichnet. Die Siedlung liegt an der früheren Verbindung von Paris nach Rouen.
Der Ortsname rührt vom normannischen Caldebec zwischen 962 und 996 her (gleichbedeutend mit kalter Bach). Genauso wurde auch der Name von Caudebec-en-Caux gebildet.

### Bevölkerungsentwicklung
- 1962: 09.270
- 1968: 09.595
- 1975: 09.469
- 1982: 08.963
- 1990: 09.902
- 1999: 09.904
- 2006: 09.676
- 2011: 09.905
- 2018: 10.156

## Sehenswürdigkeiten
- Kirche Notre Dame mit dem romanischen Turm aus dem 11. Jahrhundert und der Orgel aus dem Jahr 1891

## Städtepartnerschaft
- Bad Dürrenberg, Sachsen-Anhalt, Deutschland